# 羊岐渚
31°27′13″N 120°12′42″E / 31.45364°N 120.21179°E
羊岐渚，一说羊基渚、羊歧渚，位于中华人民共和国江苏省无锡市滨湖区的突出山丘，是滨湖区与太湖的交接点之一。

## 特点
羊歧渚是“太湖十二渚”之一。2005年后，当地政府将太湖十二渚中的庙山渚、羊歧渚、杜景渚、白旄渚、良河渚、康山渚合并开发规划，形成太湖生态度假区。2008年，羊歧渚南侧修建无锡山水游艇俱乐部，为无锡市第一个游艇俱乐部。